# Трухина, Анна Васильевна
А́нна Васи́льевна Трухина́ (род. 6 декабря 1970) — российская кёрлингистка и тренер по кёрлингу, главный тренер молодёжной женской сборной России.
Как тренер смешанной молодежной сборной России участник Зимних юношеских Олимпийских игр 2020.

## Результаты как тренера
национальных сборных
| Год  | Турнир                                                                     | Сборная                              | Место |
| ---- | -------------------------------------------------------------------------- | ------------------------------------ | ----- |
| 2019 | Зимний Европейский юношеский Олимпийский фестиваль 2019 (кёрлинг)          | Россия (смешанная команда)           | 7     |
| 2020 | Зимние юношеские Олимпийские игры 2020                                     | Россия (смешанная команда)           | 3     |
| 2020 | Зимние юношеские Олимпийские игры 2020 Алина Фахуртдинова / Vitor Melo     | Россия / Бразилия · (смешанная пара) | 25    |
| 2020 | Зимние юношеские Олимпийские игры 2020 Katariina Klammer / Михаил Власенко | Эстония / Россия · (смешанная пара)  | 13    |
| 2020 | Чемпионат мира по кёрлингу среди юниоров 2020                              | Россия (юниоры муж.)                 | 6     |

клубных команд
| Сезон   | Турнир                                                   | Команда                         | Скип                                | Место |
| ------- | -------------------------------------------------------- | ------------------------------- | ----------------------------------- | ----- |
| 2019—20 | Чемпионат России по кёрлингу среди женщин 2020           | Иркутская область - Комсомолл 1 | Елизавета Трухина                   | 5     |
| 2019—20 | Чемпионат России по кёрлингу среди смешанных команд 2020 | Иркутская область - Комсомолл 1 | Елизавета Трухина                   | 7     |
| 2020—21 | Кубок России по кёрлингу среди смешанных пар 2020        | Иркутская область - Комсомолл 2 | Нина Поликарпова / Михаил Власенко  | 6     |
| 2020—21 | Кубок России по кёрлингу среди женщин 2020               | Иркутская область - Комсомолл 1 | Елизавета Трухина                   | 5     |
| 2020—21 | Чемпионат России по кёрлингу среди смешанных пар 2021    | Иркутская область - Комсомолл 1 | Елизавета Трухина / Николай Лысаков | 3     |
| 2020—21 | Чемпионат России по кёрлингу среди женщин 2021           | Иркутская область - Комсомолл 1 | Елизавета Трухина                   | 6     |
| 2020—21 | Чемпионат России по кёрлингу среди смешанных команд 2021 | Иркутская область - Комсомолл 1 | Елизавета Трухина                   | 12    |
| 2021—22 | Кубок России по кёрлингу среди смешанных команд 2021     | Иркутская область - Комсомолл 1 | Елизавета Трухина                   | 1     |
| 2021—22 | Кубок России по кёрлингу среди смешанных пар 2021        | Иркутская область - Комсомолл 1 | Елизавета Трухина / Николай Лысаков | 7     |
| 2021—22 | Кубок России по кёрлингу среди женщин 2021               | Иркутская область - Комсомолл 1 | Елизавета Трухина                   | 2     |
| 2021—22 | Чемпионат России по кёрлингу среди смешанных пар 2022    | Иркутская область - Комсомолл 1 | Елизавета Трухина / Михаил Власенко | 2     |
| 2021—22 | Чемпионат России по кёрлингу среди женщин 2022           | Иркутская область - Комсомолл 1 | Елизавета Трухина                   | 6     |
| 2021—22 | Чемпионат России по кёрлингу среди смешанных команд 2022 | Иркутская область - Комсомолл   | Елизавета Трухина                   | 5     |
| 2022—23 | Кубок России по кёрлингу среди смешанных команд 2022     | Иркутская область - Комсомолл 1 | Елизавета Трухина                   | 6     |
| 2022—23 | Кубок России по кёрлингу среди смешанных пар 2022        | Иркутская область - Комсомолл 1 | Елизавета Трухина / Николай Лысаков | 2     |
| 2022—23 | Чемпионат России по кёрлингу среди смешанных пар 2023    | Иркутская область - Комсомолл 1 | Елизавета Трухина / Николай Лысаков | 3     |
| 2022—23 | Чемпионат России по кёрлингу среди женщин 2023           | Иркутская область - Комсомолл   | Елизавета Трухина                   | 4     |
| 2022—23 | Чемпионат России по кёрлингу среди смешанных команд 2023 | Иркутская область - Комсомолл 1 | Елизавета Трухина                   | 2     |
| 2023—24 | Кубок России по кёрлингу среди смешанных команд 2023     | Иркутская область - Комсомолл 1 | Елизавета Трухина                   | 2     |
| 2023—24 | Кубок России по кёрлингу среди смешанных пар 2023        | Иркутская область - Комсомолл 1 | Елизавета Трухина / Михаил Власенко | 6     |
| 2023—24 | Кубок России по кёрлингу среди женщин 2023               | Иркутская область - Комсомолл   | Елизавета Трухина                   | 3     |
| 2023—24 | Чемпионат России по кёрлингу среди смешанных пар 2024    | Иркутская область - Комсомолл 3 | Елизавета Трухина / Николай Лысаков | 1     |
| 2023—24 | Чемпионат России по кёрлингу среди женщин 2024           | Иркутская область - Комсомолл   | Елизавета Трухина                   | 5     |
| 2023—24 | Чемпионат России по кёрлингу среди мужчин 2024           | Иркутская область - Комсомолл   | Николай Лысаков                     | 3     |
| 2023—24 | Чемпионат России по кёрлингу среди смешанных команд 2024 | Иркутская область - Комсомолл 2 | Виктория Денисенко                  | 8     |
| 2024—25 | Кубок России по кёрлингу среди смешанных команд 2024     | Иркутская область - Комсомолл 1 | Николай Лысаков                     | 3     |
| 2024—25 | Кубок России по кёрлингу среди смешанных пар 2024        | Иркутская область - Комсомолл 1 | Елизавета Трухина / Николай Лысаков | 3     |
| 2024—25 | Кубок России по кёрлингу среди мужчин 2024               | Иркутская область - Комсомолл 1 | Николай Лысаков                     | 2     |
| 2024—25 | Кубок России по кёрлингу среди женщин 2024               | Иркутская область - Комсомолл 1 | Елизавета Трухина                   | 5     |
| 2024—25 | Чемпионат России по кёрлингу среди смешанных пар 2025    | Иркутская область - Комсомолл 1 | Елизавета Трухина / Николай Лысаков | 2     |
| 2024—25 | Чемпионат России по кёрлингу среди мужчин 2025           | Иркутская область - Комсомолл 1 | Николай Лысаков                     | 6     |
| 2024—25 | Чемпионат России по кёрлингу среди женщин 2025           | Иркутская область - Комсомолл 1 | Елизавета Трухина                   | 2     |
| 2024—25 | Чемпионат России по кёрлингу среди смешанных команд 2025 | Иркутская область - Комсомолл 3 | Елизавета Трухина                   | 1     |

Если на одном турнире А.В. Трухина была тренером нескольких команд, показана только команда с лучшим результатом.

## Частная жизнь
Представитель спортивной семьи: её дочь Елизавета Трухина — кёрлингистка (её команды в числе других тренирует Анна), чемпионка России среди смешанных пар, призёр чемпионатов и розыгрышей кубков России по различным видам кёрлинга.